# كيب أدار
كيب أدار هو رأس بارز من البازلت الأسود يشكل الطرف الشمالي لشبه جزيرة أدار وأقصى الشمال الشرقي من أرض فيكتوريا، شرق القارة القطبية الجنوبية.

## معرض صور

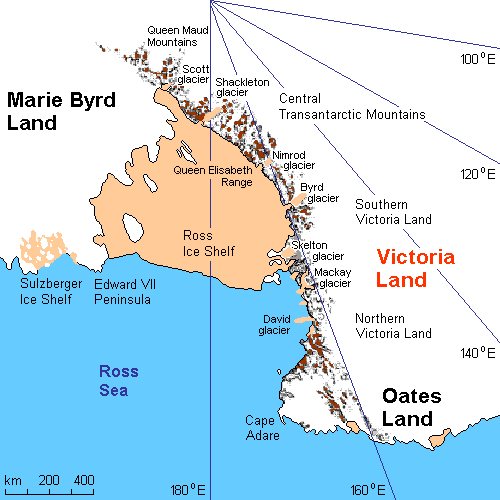
خريطة منطقة كيب أدار
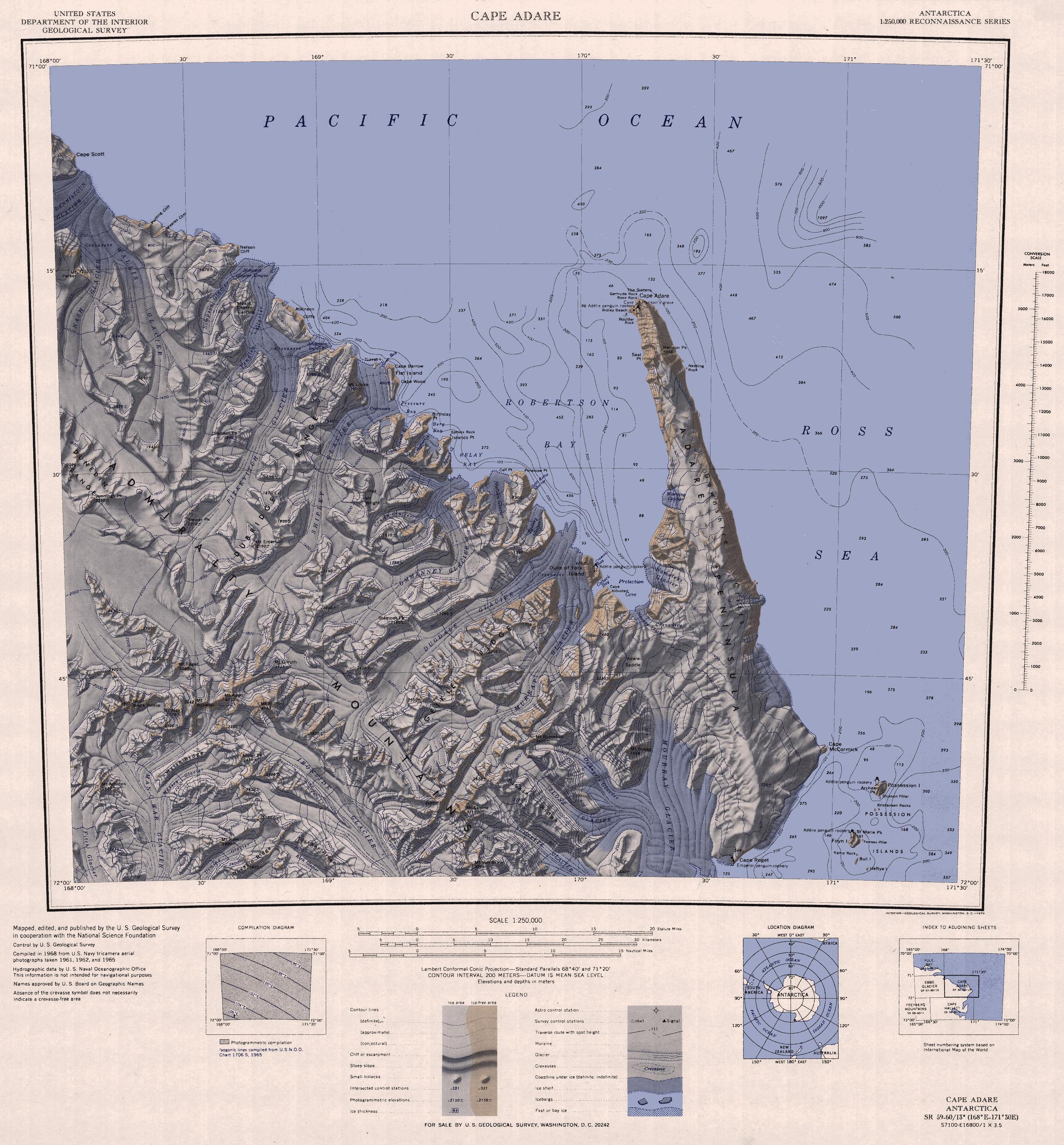
الخريطة الطبوغرافية لمنطقة كيب أدار
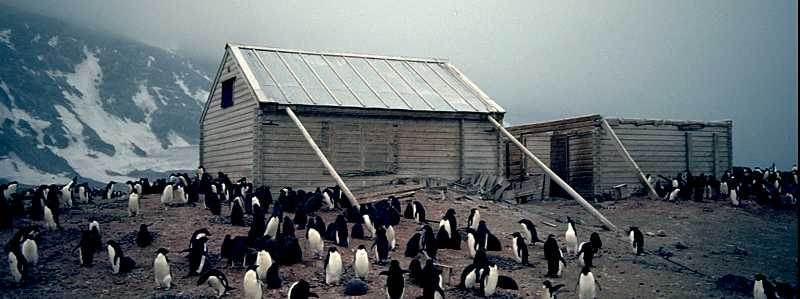
كوخ كارستن بورشغرفنك من عام 1899 (HSM 22) محاط بطيور البطريق
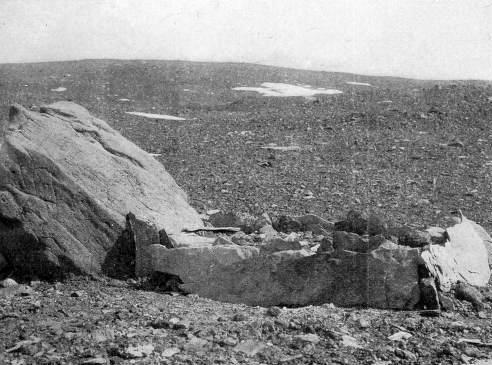
قبر نيكولاي هانسون (HSM 23) - صورة 1899
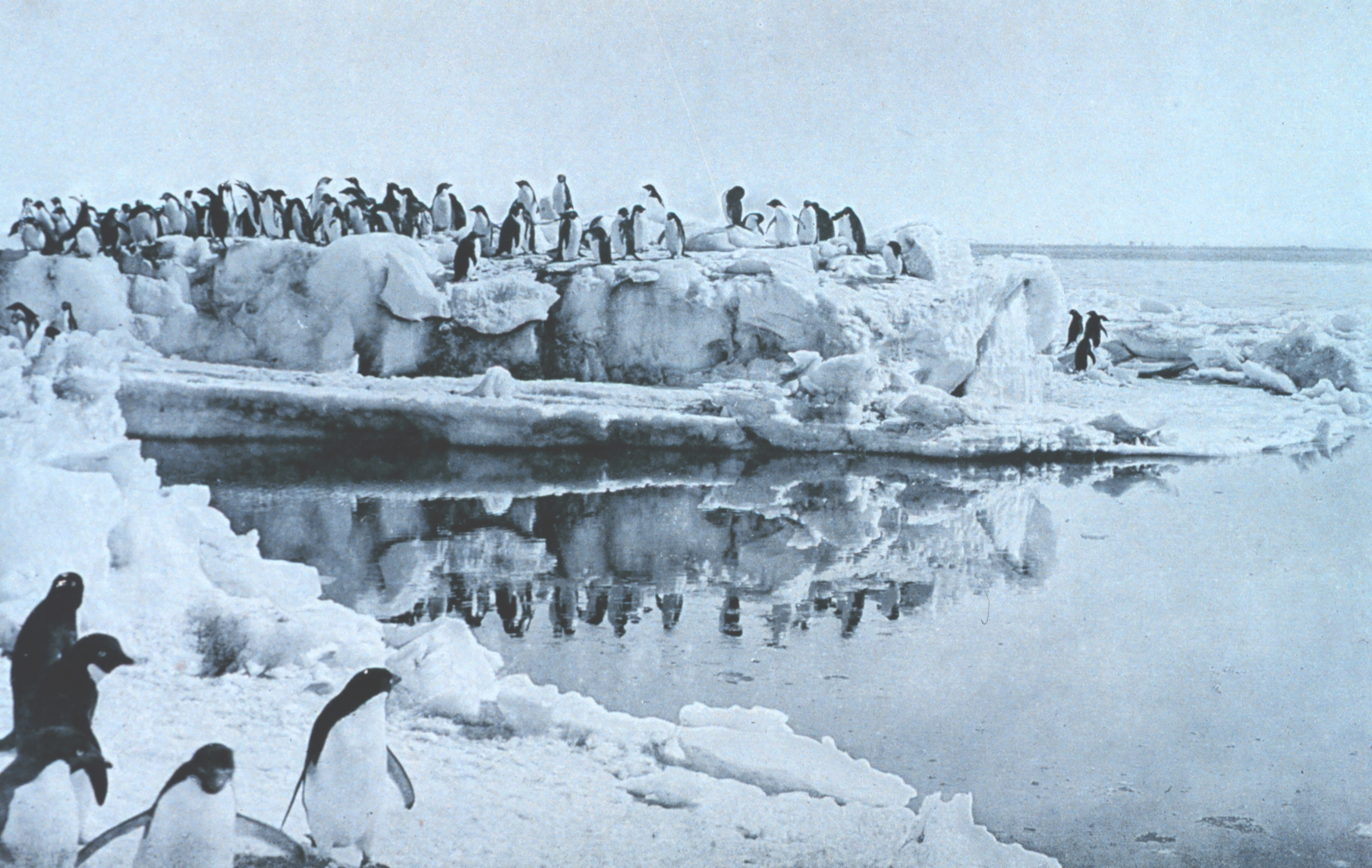
بطاريق Adélie على كثيب جليدي في كيب أدار - صورة لجورج موراي ليفيك، 1911 أو 1912